# Wladimer Cchowrebaszwili
Wladimer Cchowrebaszwili (ur. 1905 we wsi Bughauri, zm. w maju 1977) – radziecki i gruziński polityk, przewodniczący Prezydium Rady Najwyższej Gruzińskiej SRR w 1953.

## Życiorys
W latach 1923–1924 słuchacz powiatowej szkoły sowieckiej i „budownictwa partyjnego”, 1924-1926 sekretarz wydziału organizacyjnego powiatowego komitetu Komsomołu w Gori, od 1926 działacz WKP(b), 1926-1927 sekretarz wykonawczy rejonowego komitetu Komsomołu w Telawi, 1927-1928 przedstawiciel KC Komsomołu, pracownik sekcji młodzieżowej Centralnego Zarządu Związku Robotników Rolnych Gruzińskiej SRR, 1928-1929 kierownik wydziału kulturalno-propagandowego Związku Robotników Rolnych Gruzińskiej SRR, 1929-1931 sekretarz Związku, 1931-1932 przewodniczący KC Związku Robotników Sowchozów, 1932-1937 sekretarz komitetu rejonowego Komunistycznej Partii (bolszewików) Gruzji w Bordżomi, 1937-1938 II sekretarz komitetu miejskiego KP(b)G w Tbilisi, 1938-1949 sekretarz komitetu obwodowego KP(b)G Południowo-Osetyjskiego Obwodu Autonomicznego, 1949-1951 sekretarz KC KP(b)G, 1949-1953 członek Biura Politycznego KC KP(b)G, od grudnia 1951 do 14 kwietnia 1953 II sekretarz KC KP(b)G. Od 15 kwietnia do 29 października 1953 przewodniczący Prezydium Rady Najwyższej Gruzińskiej SRR. 1952-1956 kandydat na członka KC KPZR, deputowany do Rady Najwyższej ZSRR od 1 do 3 kadencji. Od 1953 dyrektor wielkich przedsiębiorstw państwowych Gruzińskiej SRR, m.in. „Gruztungu”. Od 1964 na emeryturze.

## Odznaczenia
- Order Lenina
- Order Czerwonego Sztandaru Pracy (1944)
- Order Wojny Ojczyźnianej II klasy (1945)